# USS Samuel S. Miles (DE-183)
USS Samuel S. Miles (DE-183) là một tàu hộ tống khu trục lớp Cannon từng phục vụ cùng Hải quân Hoa Kỳ trong Chiến tranh Thế giới thứ hai. Nó là chiếc tàu chiến duy nhất của Hải quân Hoa Kỳ được đặt cái tên này, theo tên Trung úy Hải quân Samuel Stockton Miles (1913-1942), bác sĩ quân y đã tử trận trong trận Tulagi và Gavutu–Tanambogo tại quần đảo Solomon vào ngày 7 tháng 8, 1942 và được truy tặng Huân chương Ngôi sao Bạc. Nó đã phục vụ cho đến khi chiến tranh kết thúc, xuất biên chế năm 1946, rồi được chuyển cho Hải quân Pháp năm 1950, và tiếp tục phục vụ như là chiếc Arabe (F717) cho đến năm 1968. Con tàu bị tháo dỡ sau đó. Samuel S. Miles được tặng thưởng tám Ngôi sao Chiến trận do thành tích phục vụ trong Thế Chiến II.

## Thiết kế và chế tạo
Lớp Cannon có thiết kế hầu như tương tự với lớp Buckley dẫn trước; khác biệt chủ yếu là ở hệ thống động lực Kiểu DET (diesel electric tandem). Các động cơ diesel đặt nối tiếp nhau dẫn động máy phát điện để cung cấp điện năng quay trục chân vịt cho con tàu. Động cơ diesel có ưu thế về hiệu suất sử dụng nhiên liệu, giúp cho lớp Cannon cải thiện được tầm xa hoạt động, nhưng đánh đổi lấy tốc độ chậm hơn.
Vũ khí trang bị bao gồm ba pháo 3 in (76 mm)/50 cal trên tháp pháo nòng đơn có thể đối hạm hoặc phòng không, một khẩu đội pháo phòng không Bofors 40 mm nòng đôi và tám pháo phòng không Oerlikon 20 mm. Vũ khí chống ngầm bao gồm một dàn súng cối chống tàu ngầm Hedgehog Mk. 10 (có 24 nòng và mang theo 144 quả đạn); hai đường ray Mk. 9 và tám máy phóng K3 Mk. 6 để thả mìn sâu. Con tàu vẫn giữ lại ba ống phóng ngư lôi Mark 15 21 inch (533 mm). Thủy thủ đoàn đầy đủ bao gồm 15 sĩ quan và 201 thủy thủ.
Samuel S. Miles được đặt lườn tại xưởng tàu của hãng Federal Shipbuilding and Drydock Company ở Newark, New Jersey vào ngày 5 tháng 7, 1943. Nó được hạ thủy vào ngày 3 tháng 10, 1943, được đỡ đầu bởi bà Mary W. Miles, vợ góa Trung úy Miles, và nhập biên chế cùng Hải quân Hoa Kỳ tại Xưởng hải quân New York vào ngày 4 tháng 11, 1943 dưới quyền chỉ huy của Hạm trưởng, Thiếu tá Hải quân George Buchanan Coale.

## Lịch sử hoạt động

### USSSamuel S. Miles
Sau khi hoàn tất việc chạy thử máy huấn luyện tại khu vực Bermuda, Samuel S. Miles khởi hành từ New York vào ngày 30 tháng 12, 1943 để đi sang khu vực Mặt trận Thái Bình Dương; nó băng qua kênh đào Panama và đi đến khu vực quần đảo Marshall vào ngày 19 tháng 2, 1944. Con tàu đã phục vụ hộ tống vận tải tại chỗ trong khu vực, đồng thời hộ tống các tàu tiếp dầu làm nhiệm vụ tiếp nhiên liệu cho lực lượng đặc nhiệm tàu sân bay tham gia không kích xuống quần đảo Caroline và khu vực Hollandia, New Guinea trong tháng 4.
Trong khuôn khổ Chiến dịch quần đảo Marianna, Samuel S. Miles đã hộ tống bảo vệ cho các tàu tiếp dầu phục vụ cho các cuộc đổ bộ lên Saipan và Tinian; hỏa lực phòng không của nó đã bắn rơi hai máy bay đối phương vào ngày 18 tháng 6. Đến ngày 3 tháng 10, nó đã tấn công bằng hai loạt súng cối chống tàu ngầm Hedgehog và đã đánh chìm được tàu ngầm Nhật Bản I-177 tại vùng biển gần quần đảo Palau, ở tọa độ 07°48′B 133°28′Đ / 7,8°B 133,467°Đ; I-177 trước đó đã bị hư hại do trúng ngư lôi thả từ một thủy phi cơ Martin PBM Mariner tuần tra, rồi bị phát hiện đang nổi trên mặt nước bởi radar trên tàu sân bay hộ tống Hoggatt Bay (CVE-75).
Sau đó vào cuối năm 1944 và đầu năm 1945, Samuel S. Miles tiếp tục làm nhiệm vụ hộ tống lực lượng tiếp liệu tương tự trong các chiến dịch đổ bộ lên Leyte và Luzon thuộc Philippines. Sang tháng 2, nó tham gia hộ tống bảo vệ các tàu chiến lớn tham gia cuộc đổ bộ lên Iwo Jima. Đến cuối tháng 3, con tàu được điều động cùng Lực lượng Đặc nhiệm 54, lực lượng hỗ trợ hỏa lực và bảo vệ, để tham gia cuộc đổ bộ lên Okinawa; hỏa lực phòng không của nó tiếp tục bắn rơi một máy bay đối phương vào ngày 27 tháng 3. Nó cũng đã phải chịu đựng các đợt tấn công tự sát Kamikaze của đối phương; một cú đâm suýt trúng của một máy bay cảm tử vào ngày 11 tháng 4 đã gây hư hại một số thiết bị trên tàu và khiến một thành viên thủy thủ đoàn tử trận.
Được rút khỏi nhiệm vụ bảo vệ các tàu sân bay hộ tống tại khu vực phía Bắc Okinawa, Samuel S. Miles lên đường vào tháng 7 để quay trở về vùng bờ Tây Hoa Kỳ. Đang khi con tàu được đại tu, Nhật Bản đã chấp nhận đầu hàng vào ngày 15 tháng 8 giúp kết thúc cuộc xung đột. Nó tiếp tục đi sang vùng bờ Đông, vượt kênh đào Panama và đi đến Norfolk, Virginia vào ngày 21 tháng 10. Con tàu chuyển đến khu vực cửa sông St. Johns, Florida vào ngày 8 tháng 11, nơi nó được cho xuất biên chế vào ngày 28 tháng 3, 1946 và được đưa về Hạm đội Dự bị Đại Tây Dương.

### Arabe(F 717)
Samuel S. Miles được chuyển cho chính phủ Pháp trong khuôn khổ Chương trình Viện trợ Quân sự vào ngày 12 tháng 8, 1950,  và nhập biên chế cùng Hải quân Pháp như là chiếc Arabe (F 717). Nó được rút tên khỏi danh sách Đăng bạ Hải quân Hoa Kỳ vào ngày 26 tháng 9, 1950. Con tàu chính thức ngừng phục vụ cùng Hải quân Pháp vào năm 1958.

## Phần thưởng
Samuel S. Miles được tặng thưởng tám Ngôi sao Chiến trận do thành tích phục vụ trong Thế Chiến II.
|                                                       |  |             |
| Silver star · Bronze star · Bronze star · Bronze star |  | Bronze star |

| Dãi băng Hoạt động Tác chiến (truy tặng)                                | Dãi băng Hoạt động Tác chiến (truy tặng) | Huân chương Chiến dịch Hoa Kỳ        | Huân chương Chiến dịch Hoa Kỳ                               |
| Huân chương Chiến dịch Châu Á-Thái Bình Dương với 8 Ngôi sao Chiến trận | Huân chương Chiến thắng Thế Chiến II     | Huân chương Chiến thắng Thế Chiến II | Huân chương Giải phóng Philippine với 1 Ngôi sao Chiến trận |